# Bergisel

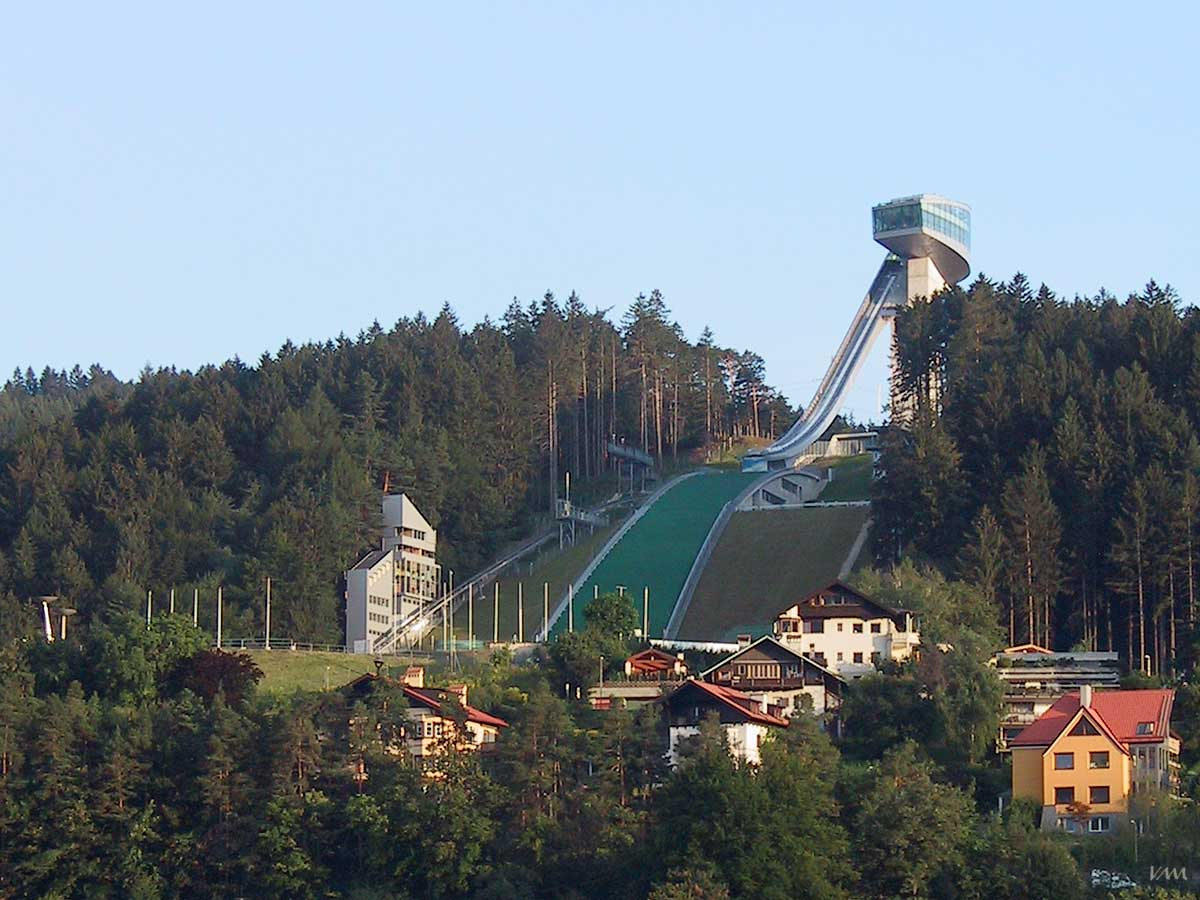
Vy över Bergisel norrifrån.

Bergisel är en 746 meter hög kulle söder om Innsbruck, Österrike. Namnet kommer av latinets  burgusinus (berg), vilket på tyska blev "Bergisel". Här fanns tidigare en kremeringsplats och en järnåldersboplats.
1809 utkämpades här slaget vid Bergisel, där österrikarna leddes av Andreas Hofer, och 1892 restes ett minnesmomument.
Hoppbacken Bergiselschanze har flera gånger använts för backhoppningstävlingar.